# Nikita Afanas'ev
Nikita Andreevič Afanas'ev, in russo Никита Андреевич Афанасьев? (29 agosto 2000), è uno scacchista russo.
Ha conseguito il titolo di Grande Maestro in giugno 2020.

## Principali risultati
- 2017 – in novembre vince il Campionato di Mosca Under-19;
- 2019 – in ottobre è 6° con 7 /9 nel Chigorin Memorial di San Pietroburgo;[2]
- 2020 – in febbraio è 2° con 7 /9 nell'Open Aeroflot-B di Mosca;
- 2021 – in gennaio è 4° con 7 /10 nel Memorial Lozovatskij di Čeljabinsk;
- 2021 – in ottobre vince a Soči il Memorial Jurij Lobanov rapid con 7 /9;
- 2022 – in febbraio vince il torneo di Orša con 7,5 /9;
- 2022 – in marzo vince il Campionato di Mosca con 7 /9, per spareggio tecnico Ivan Eletskiy e Viacheslav Zakhartsov.[3]

Nel Campionato del mondo blitz del 2019 a Mosca, vinto da Magnus Carlsen con 16,5/21, realizzò 9/21 (+7 =4 -10).)
Nella Coppa del Mondo di scacchi 2021 è stato eliminato nel primo turno 1,5-2,5 da Boris Savčenko.
Ha ottenuto il suo massimo rating FIDE in marzo 2022, con 2556 punti Elo.